# عائلة ثندرمان
عائلة ثندرمان (بالإنجليزية: The Thundermans)‏ هو مسلسل تلفزيوني كوميدي أمريكي من تأليف جيد سبينغارن وإنتاج قنـاة نكلوديون وبطولة كيرا كوسارين، جاك غريفو، أديسون ريكي، ديغو فلازكيز، كريس تولمان، روزا بلاسي ودانا سنايدر بدور الأرنب الدكتور كلوسو.
يحكي المسلسل قصة عائلة يملك أفرادها قوى خارقة، رحلت إلى مدينة هيدن فيل لتعيش حياة طبيعية بين الناس بعد أن تقاعد الأب من عمله كمحارب للجريمة، والمواقف التي تواجههم في الإبقاء على هويتهم طي الكتمان، عُرض أول مرة في 14 أكتوبر 2013 وحققت الحلقة الأولى 2.5 مليون مشاهدة.

## الإنتاج
== الحلقات ==الأولا

## الجوائز والترشيحات
| العام | الجائزة                     | الصنف                       | المرشح        | النتيجة |
| ----- | --------------------------- | --------------------------- | ------------- | ------- |
| 2014  | جائزة اختيار أطفال نكلوديون | أفضل ممثلة في مسلسل         | جاك غريفو     | رُشِّح     |
| 2015  | جائزة اختيار أطفال نكلوديون | أفضل ممثلة في مسلسل         | جاك غريفو     | رُشِّح     |
| 2015  | جائزة اختيار أطفال نكلوديون | أفضل ممثلة في مسلسل         | كيرا كوسارين  | رُشِّح     |
| 2016  | جائزة اختيار أطفال نكلوديون | أفضل مسلسل تلفزيوني         | عائلة ثندرمان | فوز     |
| 2016  | جائزة اختيار أطفال نكلوديون | أفضل نجم تلفاز - عرض أطفال  | جاك غريفو     | رُشِّح     |
| 2016  | جائزة اختيار أطفال نكلوديون | أفضل نجمة تلفاز - عرض أطفال | يرا كوسارين   | رُشِّح     |

## روابط خارجية
- عائلة ثندرمان في موقع نكلودين
- عائلة ثندرمان على موقع IMDb (الإنجليزية)
- عائلة ثندرمان على موقع ميتاكريتيك (الإنجليزية)
- عائلة ثندرمان على موقع روتن توميتوز (الإنجليزية)
- عائلة ثندرمان على موقع نتفليكس (الإنجليزية)
- عائلة ثندرمان على موقع فيلمافينيتي (الإسبانية)
- عائلة ثندرمان على موقع كينوبويسك (الروسية)
- عائلة ثندرمان على موقع ألو سيني (الفرنسية)
- عائلة ثندرمان على موقع قاعدة بيانات الفيلم (الإنجليزية)